# گروس لیتزنر
گروس لیتزنر (به لاتین: Gross Litzner) یک کوه در سوئیس است که در Klosters واقع شده‌است. گروس لیتزنر ۳٬۱۰۹ متر بالاتر از سطح دریا واقع شده‌است.